# Kimberlyn King-Hinds
Kimberlyn Kay King, coniugata Hinds (Tinian, 10 aprile 1975), è una politica statunitense, delegata delle Isole Marianne Settentrionali alla Camera dei Rappresentanti dal 2025.

## Biografia
Nata a Tinian, è figlia di Serafina King, che fu membro della Camera dei rappresentanti delle Isole Marianne Settentrionali, nonché sorella di Karl King-Nabors, membro del Senato delle Isole Marianne Settentrionali.
Studiò scienze politiche presso la Loyola Marymount University e successivamente si laureò in gestione delle risorse umane e giurisprudenza all'Università delle Hawaii - Mānoa.
Tra il 2000 e il 2002 lavorò come assistente del vicegovernatore delle Isole Marianne Settentrionali Jesus Sablan. Fu poi membro della Commonwealth Public Utilities Commission e presidente della Commonwealth Ports Authority. Lavorò poi come direttore esecutivo del Tinian Youth Center e capo di gabinetto del sindaco di Tinian.
Quando, nel 2024, il delegato democratico Gregorio Sablan annunciò la propria intenzione di lasciare la Camera dei Rappresentanti, Kimberlyn King-Hinds si candidò per il suo seggio e ottenne il sostegno del Partito Repubblicano.
Nelle elezioni generali sconfisse l'avversario democratico Ed Propst e altri tre candidati indipendenti, raccogliendo il 40,34% dei voti. Divenne la prima donna a ricoprire l'incarico di delegata al Congresso per le Isole Marianne Settentrionali.